# 愛知県立稲沢東高等学校
愛知県立稲沢東高等学校（あいちけんりつ いなざわひがしこうとうがっこう）は、愛知県稲沢市大塚南六丁目にあった県立高等学校。通称「稲東」（いなとう）。1971年（昭和46年）開校。2025年（令和7年）3月閉校。

## 設置学科
2022年度
- 普通科 - 3学級

## 歴史
1971年（昭和46年）4月1日、愛知県立稲沢高等学校より全日制普通科が分離して開校した。昭和40年代に愛知県の複数学科のマンモス校から一部学科が分離独立した最初のケースで、本校以後に新城東高校（現在の新城有教館高校）、常滑北高校（現在の常滑高校）、佐織工高（現在の愛西工科高校）、碧南工高（現在の碧南工科高校）が同様に既存校から分離独立を行っている。

### 年表
- 1971年（昭和46年）4月1日 - 愛知県立稲沢東高等学校として開校。
- 1972年（昭和47年）3月21日 ‐ 体育館兼講堂完成。
- 1972年（昭和47年）3月31日 ‐ プール（25ｍ、9コース）完成。
- 1972年（昭和47年）4月1日 ‐ 定時制課程（昼間2交代制）併設。
- 1974年（昭和49年）4月1日 ‐ 全日制普通科2学級増設（8学級）。
- 1993年（平成5年）4月1日 ‐ 定時制課程募集停止。
- 2010年（平成22年）11月10日 ‐ 創立40周年記念式典。
- 2012年（平成24年）8月 - 名古屋文理大学と高大連携協定を締結[2]。
- 2023年（令和5年）4月 - 愛知県立稲沢高等学校、愛知県立尾西高等学校と統合されて愛知県立稲沢緑風館高等学校が開校[1]。この後2年間は稲沢東高校と稲沢緑風館高校が並立。
- 2025年（令和7年）3月 - 愛知県立稲沢東高等学校が閉校[3]。

## 交通アクセス
- 名鉄名古屋本線奥田駅から徒歩約13分。